# Francis Throckmorton
Sir Francis Throckmorton (Feckenham, 1554 – Tyburn, 10 luglio 1584) è stato un nobile inglese che cospirò contro la regina Elisabetta I; scoperto, venne processato e condannato a morte.

## Parentela
Era figlio di Sir John Throckmorton (1524 – 1580), settimo degli otto figli di Sir George Throckmorton (prima del 1489 – 1552), di Coughton Court e nipote in linea collaterale di Sir Nicholas Throckmorton (1515/16 – 1581), uno dei diplomatici di Elisabetta I, che aveva ricoperto la carica di Chief Justice a Chester, ma venne destituito un anno prima di morire. La nonna paterna, Hon. Katherine Vaux, figlia di Nicholas Vaux, 1º Baron Vaux di Harrowden, era la zia, per parte di padre, della protestante Caterina Parr, regina consorte di Enrico VIII d'Inghilterra.

## Biografia
Francis venne educato a Oxford ed entrò nello Inner Temple a Londra come allievo nel 1576. Nel 1580 egli viaggiò nel Continente europeo e fece la conoscenza di cattolici eminenti trasferitisi all'estero (Spagna e Francia) perché scontenti del regime instauratosi nella madrepatria. Fu a Parigi che egli incontrò il cospiratore Charles Paget e Thomas Morgan di Llantarnam, agenti della regina di Scozia, Maria Stuarda. Al suo ritorno in patria, nel 1583, egli era divenuto l'intermediario per le comunicazioni fra i sostenitori della causa dei cattolici sul continente, la regina di Scozia prigioniera e l'ambasciatore spagnolo in Inghilterra, Bernardino de Mendoza.

### Il complotto
Le sue attività destarono i sospetti del capo dello spionaggio di Elisabetta I, Sir Francis Walsingham. Una perquisizione nella sua casa fornì indizi sufficienti a mettere Throckmorton sotto accusa e, con la tortura del cavalletto, confessò il suo coinvolgimento nel complotto che prenderà poi il nome da lui. Il progetto era quello di assassinare la regina Elisabetta I mentre Enrico, duca di Guisa avrebbe condotto un esercito d'invasione dell'Inghilterra finanziato dalla Spagna e dal papato. L'invasione avrebbe provocato l'insurrezione dei cattolici inglesi, sul trono inglese sarebbe stata posta Maria Stuarda e ai cattolici sarebbero state rese tutte le libertà soppresse da Enrico VIII e da Elisabetta I.

### La fine
Benché successivamente Throckmorton avesse ritrattato la sua confessione di aver fatto parte del complotto, fu ugualmente condannato per alto tradimento e giustiziato nel 1584.

## Conseguenze del complotto di Throckmorton
Francis Walsingham e William Cecil, I barone Burghley emisero un documento, detto Bond of Association la cui sottoscrizione obbligava ogni firmatario a giustiziare chiunque:
- tentasse di usurpare il trono
- fosse riuscito a usurpare il trono
- avesse attentato alla vita di Elisabetta I
- fosse riuscito ad assassinare Elisabetta I

Maria, regina di Scozia, già prigioniera di Elisabetta, venne sottoposta a più stretta sorveglianza e confinata nel Castello di Chartley (Staffordshire).

## Nel cinema
Sir Francis Throckmorton è rappresentato nel film Elizabeth: The Golden Age, ov'è interpretato da Steven Robertson.